# 林八郎
林八郎（日语：／ Hayashi Hachirō，1914年9月5日—1936年7月12日），大日本帝國陸軍軍人。最終军衔為陸軍少尉。二二六事件中参与袭击首相官邸的叛亂部隊军官。

## 生平
1914年9月5日，林八郎出生于东京市山形縣鶴岡市，是陸軍少将林大八的次子。
1928年4月，林八郎於東京都立戶山高等學校毕业，仙台陸軍地方幼年學校入學。他正於东京陆军中央幼年学校时，其父林大八（步兵第7联队长）於1932年一·二八事变战死:19。
1935年6月，於日本陆军士官学校第47期毕业。同年9月授予陆军步兵少尉、东京步兵第1联队第1中隊。
1936年，成為支持皇道派参与叛亂部隊的青年军官中的最年輕者。
2月26日，於二二六事件中随栗原安秀中尉擔任袭击首相官邸的叛乱部队指揮官:8。2月29日，對叛亂部隊討伐命令發出後投降。
1936年7月12日以叛亂罪判处死刑，於代代木练兵场執行:3。享年21岁。

## 家族親族
- 曾祖父：林源太兵衛——庄内藩士
- 祖父：林秀芳——陆士旧3期生，陸軍少佐
- 父：林大八——陆士16期生，陸軍少將（死后追晋）